# لوجیازویی

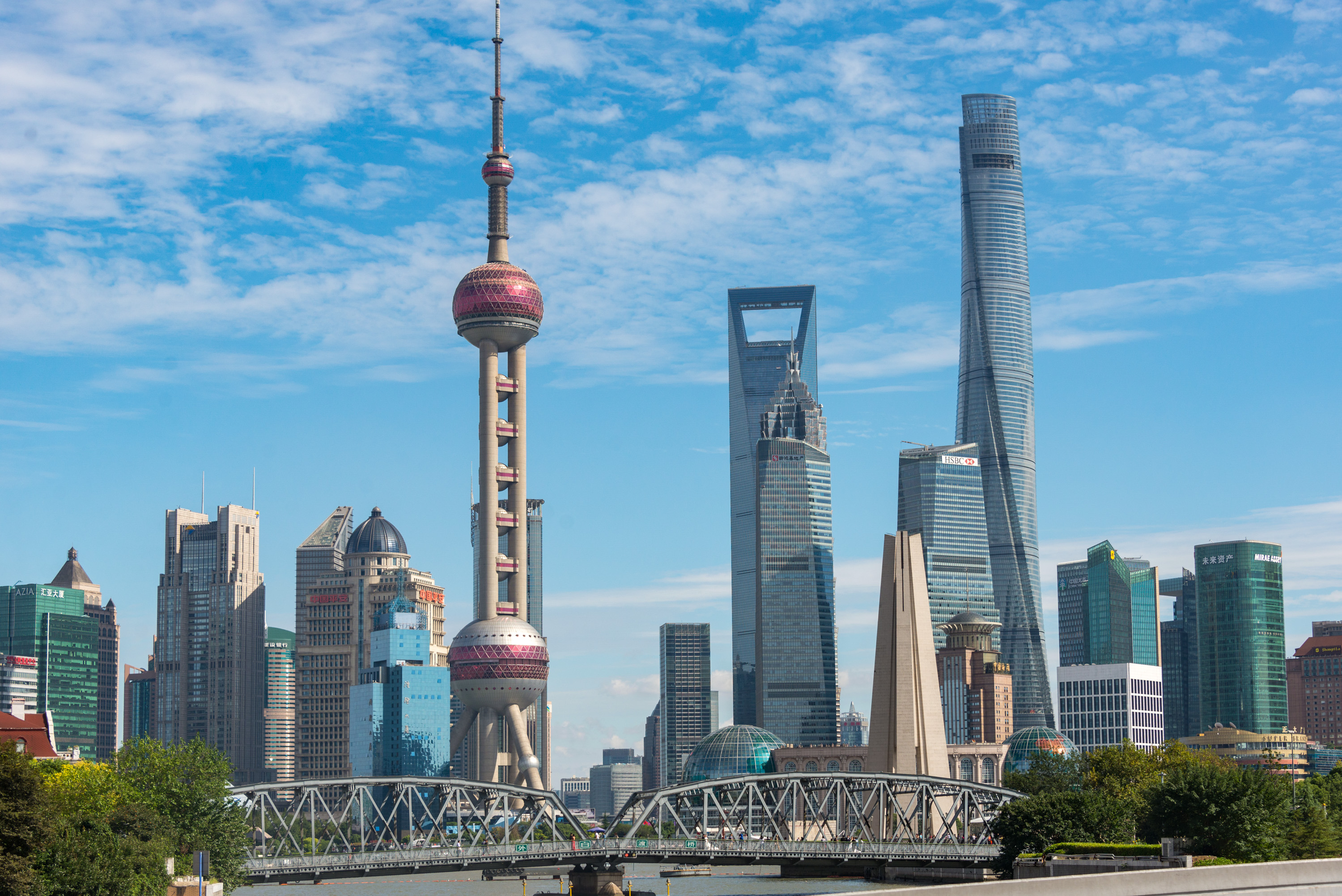
آسمان‌خراش‌های لوجیازویی، دیده‌شده از پل ژاپالو

چشم‌انداز لوجیازویی، دیده‌شده از باند در آن‌سوی رودخانه هوانگ‌پو، بلندترین ساختمان برج شانگهای است

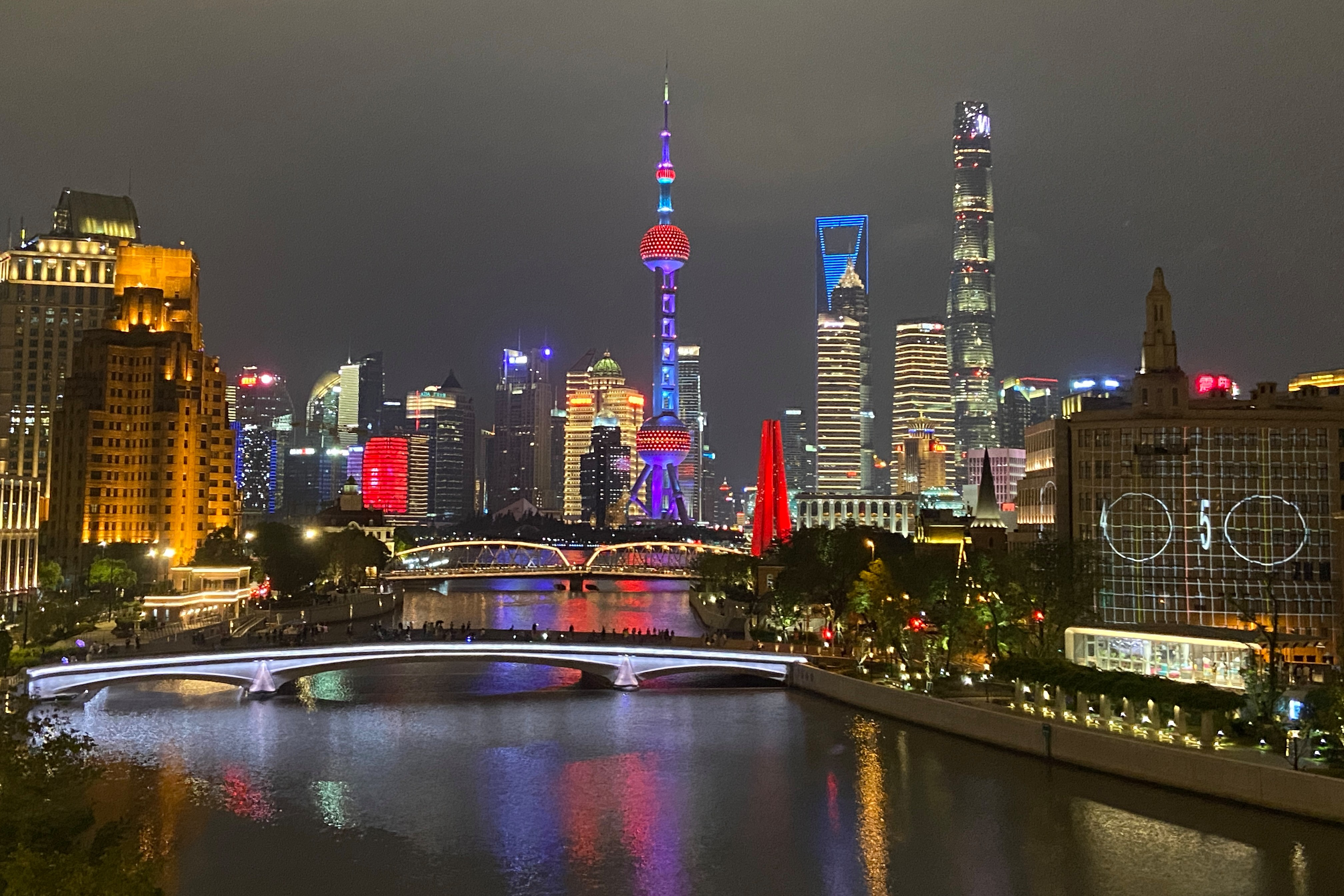
نمای شب لوجیازویی از نهر سوژو

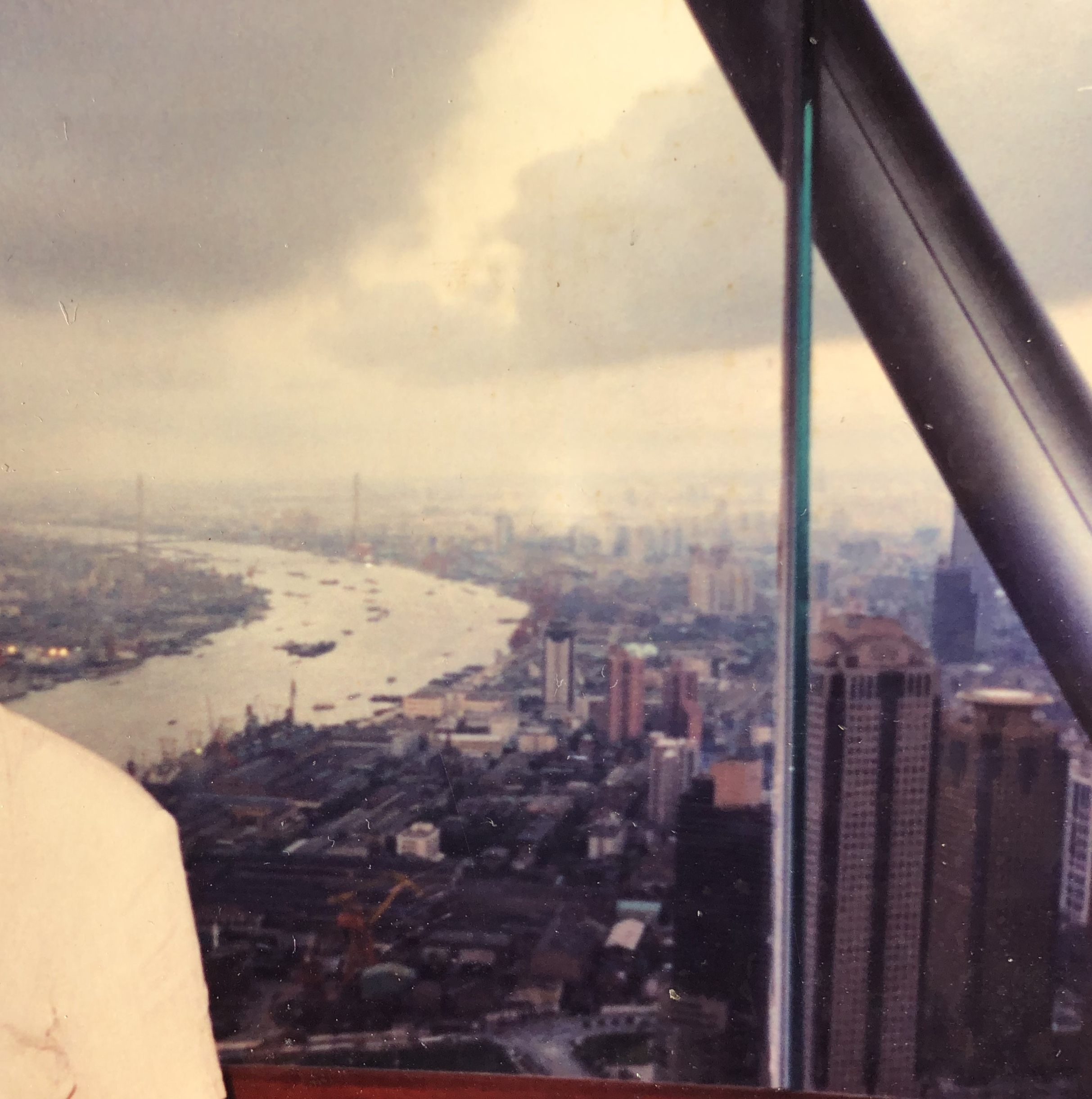
نمای کامل لوجیازویی، گرفته‌شده از برج تلویزیونی مروارید خاور در سال ۲۰۰۲

لوجیازویی (چینی: 陆家嘴; پین‌یین: Lùjiāzuǐ، (انگلیسی: Lujiazui)یک منطقه تجاری بسیار مهم و مدرن در شهر شانگهای چین است. این منطقه به عنوان قلب مالی و اقتصادی شانگهای شناخته می‌شود و آسمان‌خراش‌های بلند، ساختمان‌های اداری، مراکز خرید لوکس و هتل‌های مجلل آن، نمادی از رشد سریع اقتصادی چین هستند. لوجیازویی در کنار رودخانه هوانگپو قرار دارد و منظره زیبای آن از رودخانه، این منطقه را به یکی از جاذبه‌های گردشگری شانگهای نیز تبدیل کرده است.
لوجیازویی یک محله در شانگهای است که در شبه‌جزیره‌ای واقع در یک پیچ رودخانه هوانگ‌پو شکل گرفته است. از اوایل دهه ۱۹۹۰، لوجیازویی به‌طور ویژه به عنوان یک منطقه جدید مالی برای شانگهای توسعه یافت. تصمیم برای اختصاص این منطقه به این هدف بازتاب‌دهنده موقعیت آن است: این منطقه در شرق رودخانه هوانگ‌پو در منطقه پودونگ قرار دارد و مستقیماً در آن‌سوی رودخانه مقابل منطقه قدیمی مالی و تجاری باند واقع شده است. تونل تماشایی باند، با استفاده از وسایل نقلیه زیرزمینی آهسته همراه با جلوه‌های نور و صدا، ارتباط بین باند و لوجیازویی را برقرار می‌کند.
لوجیازویی یک منطقه توسعه‌یافته در سطح ملی است که توسط دولت تعیین شده است. در سال ۲۰۰۵، شورای دولتی جمهوری خلق چین بار دیگر موقعیت منطقه ۳۱٫۷۸-کیلومتر-مربع (۱۲٫۲۷-مایل-مربع) لوجیازویی را به عنوان تنها منطقه مالی و تجاری در میان ۱۸۵ منطقه توسعه‌یافته در سطح ملی در سرزمین اصلی چین تأیید کرد.

## جغرافیا
لوجیازویی در منطقه جدید پودونگ در کرانه شرقی رودخانه هوانگ‌پو واقع شده است. این منطقه یک شبه‌جزیره در یک پیچ از رودخانه هوانگ‌پو تشکیل می‌دهد، جایی که رودخانه از جریان شمالی به جریان شرقی تغییر مسیر می‌دهد. اهمیت لوجیازویی از این واقعیت ناشی می‌شود که مستقیماً در آن‌سوی رودخانه مقابل باند، منطقه قدیمی مالی و تجاری شانگهای قرار دارد و دقیقاً در جنوب تلاقی نهر سوژو با رودخانه هوانگ‌پو است.
تا دهه ۱۹۸۰، لوجیازویی منطقه‌ای با ارتفاع کم بود که شامل خانه‌های مسکونی، انبارها و کارخانه‌ها می‌شد. پس از اختصاص لوجیازویی به عنوان یک منطقه سرمایه‌گذاری ویژه در سال ۱۹۹۲، توسعه نمای آسمان‌خراش‌های این منطقه آغاز شد. این توسعه عمدتاً توسط شرکت‌های دولتی چینی که در این منطقه سرمایه‌گذاری و ساخت‌وساز کردند هدایت شد. برج مروارید خاور به عنوان اولین نشان این منطقه در سال ۱۹۹۴ تکمیل شد.

## اقتصاد
موفقیت لوجیازویی در ۲۰ سال گذشته گردشگری و سفرهای مرتبط با تجارت به شانگهای را تقویت کرده است. تصاویر نمای لوجیازویی بخش اصلی مواد تبلیغاتی گردشگری شانگهای را تشکیل می‌دهند. در این منطقه پنج هتل پنج‌ستاره وجود دارد که حدود ۲۴۴۳ اتاق ارائه می‌دهند و انتظار می‌رود سه هتل پنج‌ستاره دیگر نیز در سال‌های آینده به این منطقه اضافه شوند که بیش از ۱۲۰۰ واحد لوکس جدید فراهم خواهند کرد.

## تاریخچه

### شکل‌گیری

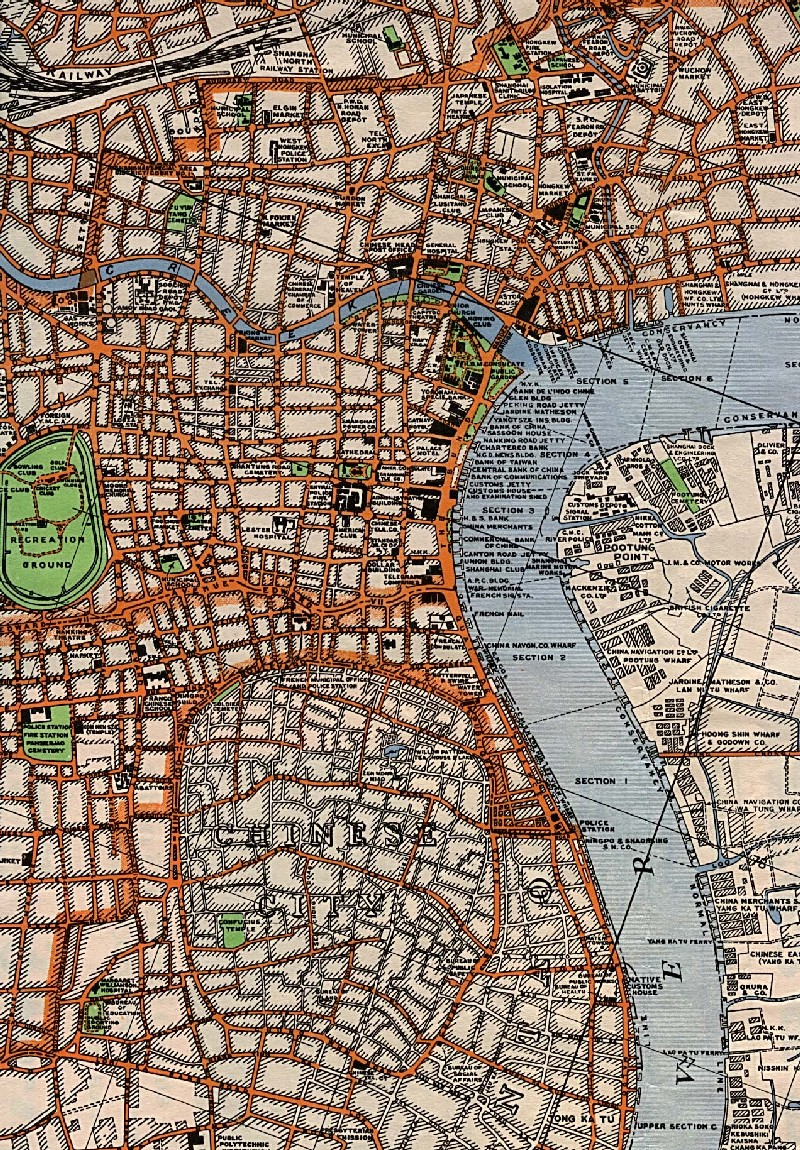
لوجیازویی منطقه روشن در سمت راست نقشه سال ۱۹۳۳ است که در آن‌سوی رودخانه مقابل باند قرار دارد

پیکربندی مدرن رودخانه هوانگ‌پو و نهر سوژو در منطقه فراتر از شهر قدیمی نتیجه کارهای مهندسی است که در اوایل دودمان مینگ تکمیل شد. این نتیجه باعث شد که رودخانه پهن‌تر هوانگ‌پو که از کنار شهر قدیمی به سمت شمال جاری می‌شد، پس از تلاقی با نهر سوژوی حالا باریک‌تر به سمت شرق بپیچد و سپس در امتداد کانال پایین‌دست سابق نهر سوژو به سمت دریا در ووسونگ‌کو جریان یابد.
پیچ رودخانه هوانگ‌پو منجر به شکل‌گیری یک ساحل آبرفتی در شرق و جنوب پیچ شد. این دشت سیلابی آبرفتی به دلیل شکلش «دهانه» (zui) نامیده شد. این منطقه به نام خانواده لو شن، یکی از دانشمندان و مقامات دودمان مینگ در قرن پانزدهم نامگذاری شد. خانواده لو یکی از برجسته‌ترین خانواده‌های شانگهای در دوران مینگ بود و در منطقه کانال یانگجینگ، شرق رودخانه هوانگ‌پو و نزدیک به لوجیازویی امروزی زندگی می‌کردند.

## پیشینه
در دوران دودمان مینگ، ماهیگیران در لوجیازویی ساکن بودند. در دوران دودمان چینگ، ساخت سیلاب‌گیرها در این شبه‌جزیره موجب افزایش سکونت شد و تعدادی روستا در داخل این سیلاب‌گیرها شکل گرفتند، درحالی‌که مناطق گلی خارج از سیلاب‌گیرها باقی ماندند.
با افتتاح شانگهای به عنوان یک بندر معاهده‌ای در اواسط قرن نوزدهم، لوجیازویی به سرعت به منطقه‌ای صنعتی و تجاری تبدیل شد. بخش مرکزی شبه‌جزیره به شهری به نام "لان‌نیدو" (烂泥渡 به معنای "گذرگاه گلی") تبدیل شد که نام خود را از یکی از اسکله‌های کنار رودخانه گرفته بود. منافع بریتانیایی، آمریکایی، فرانسوی، آلمانی و ژاپنی مجموعه‌ای از کارخانه‌ها، انبارها و اسکله‌ها در این منطقه ساختند. خیابانی پررونق برای تجارت کالاها و نیازهای روزانه کارگران در لان‌نیدو شکل گرفت.

## توسعه از سال ۱۹۸۶
در سال ۱۹۸۶، سیاستی دولتی برای توسعه اقتصادی شانگهای، اشاره‌ای به توسعه پودونگ و ایجاد مرکز جدید مالی و تجاری در لوجیازویی داشت. در سال ۱۹۹۰، سیاست «توسعه و گشایش پودونگ» به‌طور رسمی اعلام شد. طی دهه‌های بعد، پودونگ از گذشته صنعتی خود به مرکز مالی و تجاری تبدیل شد. علاوه بر تعداد زیادی آسمان‌خراش برای دفاتر شرکت‌ها، بانک‌ها و خدمات حرفه‌ای، این منطقه دارای هتل‌ها، مراکز خرید و یک مرکز همایش در کنار آب است. برج تلویزیونی مروارید خاور که در سال ۱۹۹۵ تکمیل شد، یکی از نمادهای برجسته نمای لوجیازویی بوده است، هرچند اکنون دو آسمان‌خراش بلندتر از آن وجود دارد.
در سال ۲۰۱۵، منطقه تجارت آزاد شانگهای گسترش یافت و لوجیازویی را شامل شد.

### ساختمان‌های برجسته
برخی از ساختمان‌های مهم لوجیازویی عبارت‌اند از:
- برج مروارید خاور
- برج جین مائو
- مرکز مالی جهانی شانگهای
- سوپر برند مال
- مرکز مالی بین‌المللی شانگهای (IFC)
- برج بانک چین
- برج شانگهای.
| نشانی                              | نام جایگزین                 | تصویر | ارتفاع (به متر) | تعداد طبقات | سال  |
| ---------------------------------- | --------------------------- | ----- | --------------- | ----------- | ---- |
| 501 Yincheng Zhonglu 银城中路501号 | برج شانگهای                 |       | ۶۳۲             | ۱۲۱         | ۲۰۱۵ |
| 100 Shiji Dadao 世纪大道100号      | مرکز مالی جهانی شانگهای     |       | ۴۹۲             | ۱۰۱         | ۲۰۰۸ |
| 1 Shiji Dadao 世纪大道1号          | برج مروارید خاور            |       | ۴۶۸             | ۱۴          | ۱۹۹۴ |
| 88 Shiji Dadao 世纪大道88号        | برج جین مائو                |       | ۴۲۱             | ۹۳          | ۱۹۹۸ |
| 68 Yincheng Zhonglu 银城中路68号   | وان لوجیازویی               |       | ۲۶۹             | ۵۳          | ۲۰۰۸ |
| 188 Yincheng Zhonglu 银城中路188号 | برج‌های مالی بوکام           |       | ۲۶۵             | ۵۲          | ۲۰۰۲ |
| 8 Shiji Dadao 世纪大道8号          | مرکز مالی بین‌المللی شانگهای |       | ۲۶۰             | ۵۸          | ۲۰۰۹ |
| 168 Yincheng Zhonglu 银城中路168号 | ساختمان مرکزی بانک شانگهای  |       | ۲۵۲             | ۴۶          | ۲۰۰۵ |
| 200 Yincheng Zhonglu 银城中路200号 | برج بانک چین                |       | ۲۲۶             | ۵۳          | ۲۰۰۰ |

## ترابری
- آبی: لوجیازویی از طریق دو اسکله در شمال و جنوب به سایر نقاط شانگهای مرکزی متصل است. اسکله دونگ‌چانگ در جنوب خدمات عبور از رودخانه هوانگ‌پو به شانگهای مرکزی را ارائه می‌دهد و اسکله شمالی (Xichang Inn) ارتباط با شمال شانگهای مرکزی را برقرار می‌کند. اسکله لوجیازویی در سال ۱۹۹۹ تعطیل شد و اکنون به عنوان محوطه‌ای برای نشستن استفاده می‌شود.
- جاده‌ای: تونل یان‌آن ایست رود، بخش جنوبی باند را به مرکز لوجیازویی متصل می‌کند. تونل‌های دیگر مانند رنمین رود، فوکسینگ ایست رود، شینجیان رود و دالیان رود، لوجیازویی را به بخش‌های جنوبی و شمالی شانگهای مرکزی متصل می‌کنند.
- مترو: ایستگاه لوجیازویی در خطوط ۲ و ۱۴ مترو شانگهای خدمات‌رسانی می‌کند.